# Conus betulinus
Conus betulinus é uma espécie de gastrópode do gênero Conus, pertencente a família Conidae.

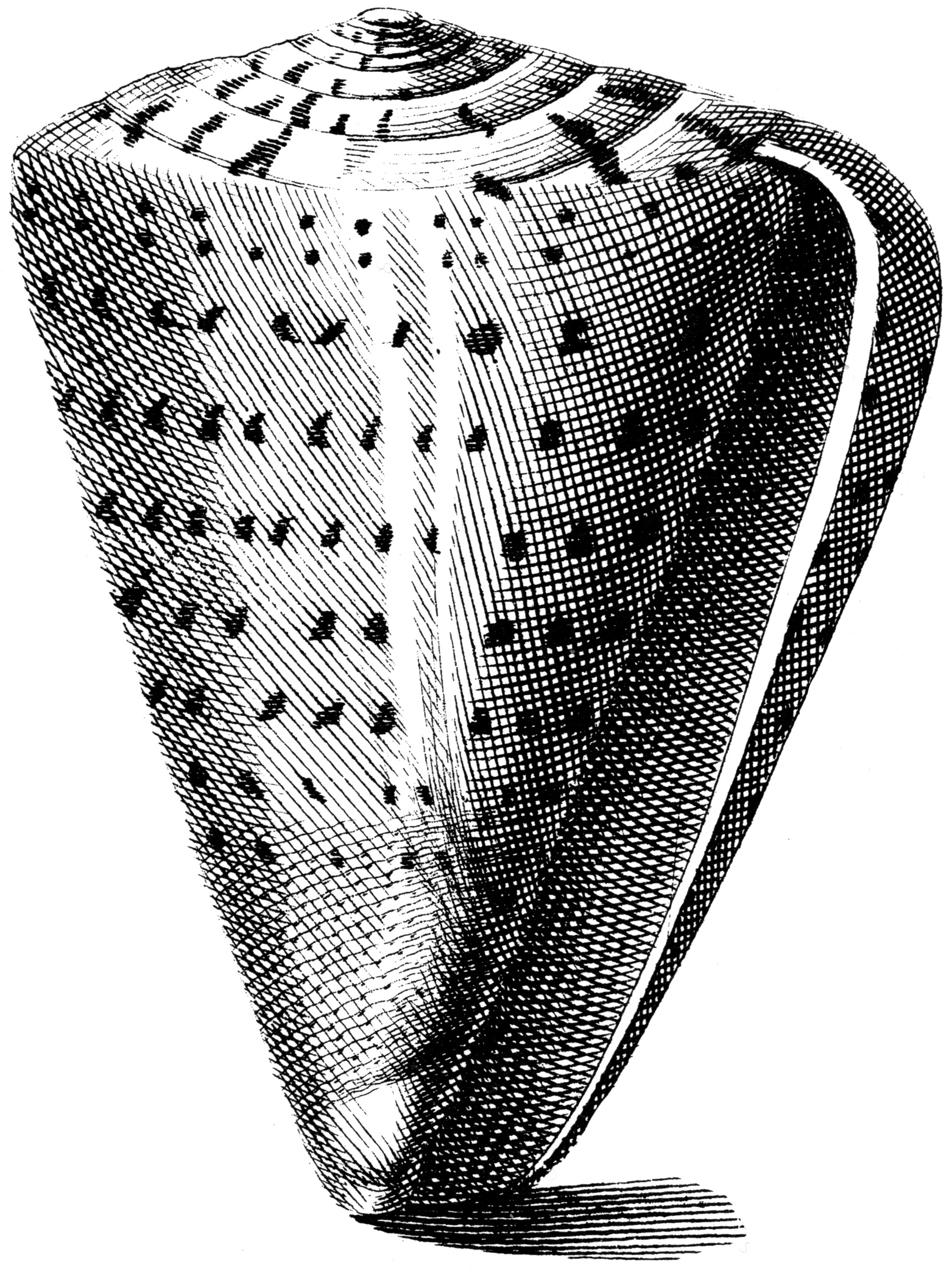
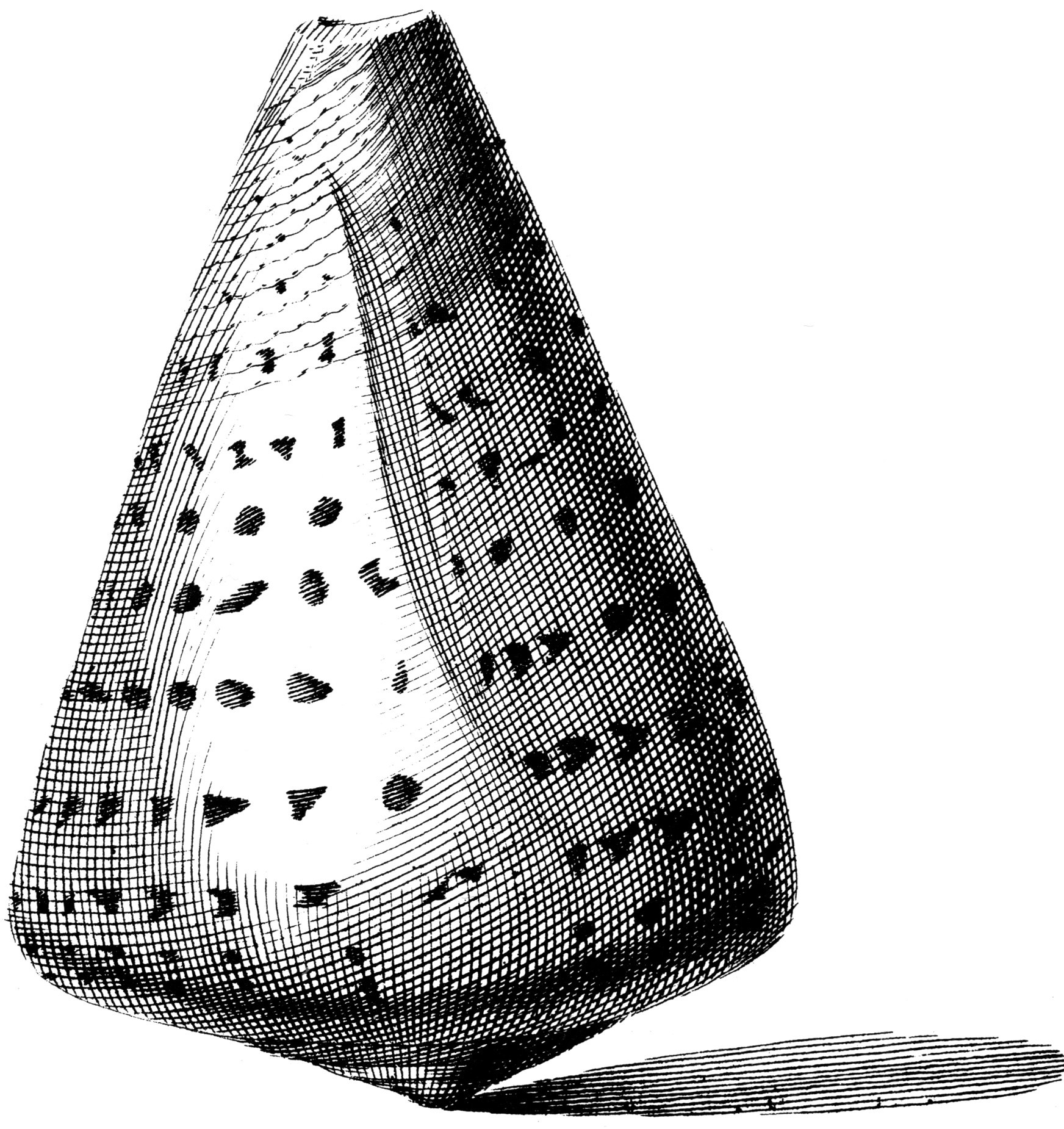
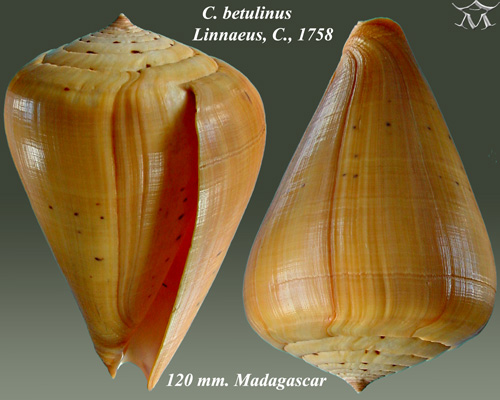
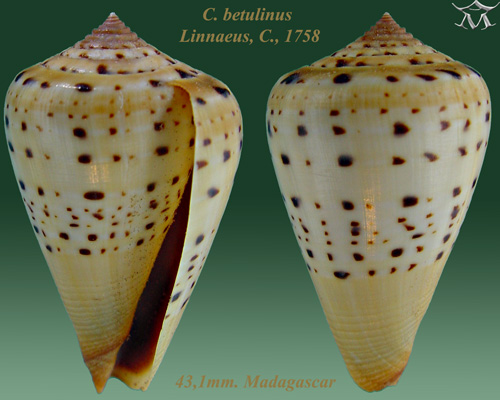